# Pártállami nómenklatúra
Nómenklatúrának nevezik szűkebb értelemben  a kommunista pártállam uralmi hierarchiáját. Az elnevezés tulajdonképpen a pártállami rendszer személyzeti (vagy káder-) politikájára utal. A szó azoknak az állami, gazdasági és társadalmi pozícióknak a listáját jelezte, amelyekbe történő kinevezéshez valamelyik pártszerv  jóváhagyása volt szükséges. A legmagasabb tisztségek (például miniszteri) betöltéséhez az uralkodó párt Politikai Bizottságának, eggyel lejjebb a Központi Bizottságának a jóváhagyása kellett, az alacsonyabb szintekhez a helyi pártbizottságoké. Magyar megfelelőjeként a hatásköri jegyzék kifejezést használták. A szó jelentette magát a pozíciók listáját, illetve szélesebb értelemben az azokat betöltő személyeket. A nómenklatúra tagjai mellett volt egy „személyi tartalék” is, a vezetői pozícióra jelöltek listája, amelynek kiválasztásában a pártszervek szintén részt vettek. A nómenklatúra volt a kormánypárt közigazgatási, gazdasági, társadalmi hatalma gyakorlásának egyik legfontosabb eszköze. Emellett a „kollektív vezetés” egyik intézménye is volt, azaz – legalábbis elméletileg – a szóban forgó posztok betöltéséhez nem volt elég felső egyszemélyi döntés, hanem testületi jóváhagyás kellett.
A nómenklatúra fogalma összevethető a demokráciákban kialakuló uralkodó elittel („establishment”), amely az kormányzati és gazdasági vezető pozíciókat elfoglalja és azokon keresztül a társadalmi erőforrásokat – kormányzatot, pénzügyet, kereskedelmet, ipart, médiát és egyéb intézményeket – ellenőrzi.

## Tartalma
A pártállam belső viszonyainak vizsgálatánál a nómenklatúra szót ennél tágabb értelemben is használják, nevezetesen a nómenklatúra tagjai a kommunista pártállam uralkodó osztályát alkotják. Ebben az értelemben használja például Körösényi András, amikor a társadalmon belüli egyik törésvonalat a nómenklatúra illetve vallási alapon szerveződő társadalmi csoport között állapítja meg. Ebben az értelemben a pártállami nómenklatúra a rekrutációs mechanizmus évtizedes működése során létrejött társadalmi képződmény, más szavakkal egy szociológiai értelemben vett uralkodó társadalmi réteget/osztályt/ rendet jelöl.
Az egyes  kommunista pártok  politikai bizottságainak és központi bizottságainak hatásköri listáin néhány ezer országos jelentőségű vezető foglalt helyet, míg a közép- és helyi szintű pártszervek hatásköri listáin több százezerre tehető számú pozíció volt. A lista tehát széles körű személyzeti kontrollt biztosított.